# Antigone (1961)
Antigone (Originaltitel: Antigone, A Tragedy by Sophocles, Αντιγόνη) ist eine S/W-Verfilmung der gleichnamigen Tragödie des Sophokles. Der Film wurde 1961 von dem griechischen Filmregisseur und Bühnenautor Giorgos Tzavellas (1916–1976) in neugriechischer Sprache mit englischen Untertiteln gedreht und hält sich eng an die antike Vorlage der Tragödie. Er wurde auf den Internationalen Filmfestspielen Berlin 1961 (Berlinale) im offiziellen Wettbewerb vorgestellt.

## Handlung

Stammbaum von Antigone

Kreon besteigt den Thron als neuer König von Theben, nachdem sich beide Söhne des Oedipus beim Kampf um die Thronfolge getötet haben. Zwar hat Kreon die Anordnung gegeben, dass der Leichnam des Polyneikes unbeerdigt bleiben soll, doch widersetzt sich dessen Schwester dem Verbot und beerdigt ihren Bruder, indem sie ihn mit Erde bestreut. Kreon lässt Antigone bei lebendigem Leib einmauern, obwohl die junge Frau mit seinem Sohn Haimon verlobt ist. Erst Seher Teiresias öffnet Kreon die Augen und erklärt ihm, dass das Bestattungsverbot die Götter erzürnen würde.
Kreon lässt Polyneikes bestatten und will Antigone befreien, die sich jedoch in der Zwischenzeit in ihrem Gefängnis erhängt hat. Haimon begeht daraufhin ebenfalls Selbstmord und Kreon, nun durch sein eigenes Tun gebrochen, verzichtet auf den Thron.

## Auszeichnungen
Gewonnen
- Thessaloniki International Film Festival 1961: Irene Papas (Beste Schauspielerin), Argyris Kounadis (Beste Musik)
- San Francisco International Film Festival 1961: Manos Katrakis (Bester Schauspieler)

Nominiert
- Internationale Filmfestspiele Berlin 1961: Giorgos Tzavellas (Goldener Bär)
- Golden Globe Awards 1962: Samuel Goldwyn International Award[1]